# 陳任
陳任（英語：Joe Chan，1945年12月13日—2008年11月1日）香港著名唱片騎師，祖籍廣東南海，就讀中五階段曾組織Menace樂隊，以唱英文歌為主，參加過《星島》舉辦的業餘歌唱比賽與《星報》天才比賽。又會籌辦音樂會和自組「文社」，把自己撰寫的文章投稿至《中國學生周報》。其餘時間則用在為《中國學生周報》的編輯撰寫影評。同期為《新生晚報》寫副刊文章及當義務翻譯員。中六時為《China Mail》的娛樂版寫文章。陳任畢業於香港培正小學（1956年小六）和喇沙書院。因花了較多時間於課外活動方面而疏於學習，所以只能考上香港浸會學院。
雖然他組成樂隊參竇後落敗，卻獲得百代唱片與鑽石唱片招手簽約為歌手。結果成為後者旗下的藝人。他在1960年代便已在商業電台主持當時商業二台的「年青人時間」，1973年轉到香港電台擔任該台「青春交響曲」內「三個骨陳任」的主持人。離職後出任新加坡寶麗金行政工作。當時的他曾在香港浸會學院舉行二十一場演唱會。由於分身不暇，他唯有讀至大專二年級，便申請退學。於多年後才在新加坡完成修讀有關學科。其後於1990年代初進修香港大學中文系學士課程。
1991年新城電台啟播，陳任成為該台的新城勁歌台首任台長，他將美國的電台節目模式引進勁歌台，一改香港傳統電台廣播風格。直到1994年陳任辭職。
出名饞嘴的陳任，先後開過私房菜、酒吧、餐廳、甜品店。
陳任2008年8月發現自己患上肺癌，但仍有在香港電台主持節目至該年十月上旬。同年11月1日下午1時54分，因肺癌引起肺炎併發症在明愛醫院病逝，終年62歲。陳任兒子稱其父親離世時十分安詳。前副廣播處長吳錫輝讚揚陳任，是一代唱片騎師宗師。陳任最後為港台主持的節目為「Sunday任我行」及普通話台的「週末完全放任」，致力推廣懷舊經典金曲。同年11月22日於世界殯儀館舉殯。

## 外部連結
- 陳任主持的 香港電台音樂節目《SUNDAY任我行》 （页面存档备份，存于）
- 香港電台 講東講西: 陳任
- 七十年代DJ的源起 （页面存档备份，存于）
- 徒弟陳小芝：陳任患肺炎
- 陳任主唱的"檳城艷" （页面存档备份，存于）
- 陳任簡歷